# Solradius
 Ikke at forveksle med Solens radius.
Solradius er en længdeenhed indført af den Internationale Astronomiske Union  til brug for angivelse af stjerners radier. Den har følgende symbol og talværdi:
{\displaystyle \mathrm {R} {}_{\odot }^{\mathrm {N} }\equiv 695\,700\;{\text{km}}}
Denne nominelle størrelse blev indført (sammen med andre) for at undgå, at talværdien for stjerneradier udtrykt i enheder af Solens skulle ændres, hver gang der forelå en forbedret værdi af Solens fysiske radius, der betegnes {\displaystyle R_{\odot }}.
En målt værdi af Solens radius er behæftet med usikkerhed. Et måleresultatet kan noteres i for eksempel meter, kilometer eller nominelle solradier:
{\displaystyle R_{\odot }=695\,740\pm 25\,{\text{km}}=1.000057\pm 0.000036\,\mathrm {R} {}_{\odot }^{\mathrm {N} }}
Bemærk, at det er standard, at symboler for målte størrelser kursiveres, medens symboler for enheder ikke kursiveres, jfr. for eksempel {\displaystyle m=79\;{\text{kg}}} eller  {\displaystyle g=9.82\;{\text{m/s}}^{2}}.